# Havas a pályán
A Havas a pályán az ATV televíziós csatornán sugárzott közéleti vitaműsor volt, amelyet Havas Henrik vezetett. Az ATV Havas Henrik zaklatási ügye miatt 2017 decemberében levette műsoráról. Helyette a Civil a pályán kerül vetítésre szombat esténként 19 óra 15 perckori kezdettel.